# 福浜
福浜（ふくはま）は、福岡県福岡市中央区の町名。現行の行政地名は、福浜一丁目及び二丁目。全町域が昭和40年代から昭和60年代にかけて数度にわたる海面の埋立によって造成された造成地であり、町域の大部分が住宅地、学校用地、漁業施設用地等としての土地利用がなされている。面積は39.86ヘクタール。2022年12月末現在の人口は4,507人。郵便番号は810-0066。

## 地理
福岡市の中心とされる中央区天神の西北西約3キロメートル、中央区のほぼ北西端部に位置する。北端部は博多湾に面し、東で西公園及び伊崎と、南で唐人町と接する。西は菰川河口部（港湾区域）を隔てて地行浜と向き合い、北東は博多湾を隔てて荒津と向き合っている。地行浜とは地行浜橋（よかトピア通り）により繋がる。県営福浜団地や市営福浜住宅を中心として大半の地域が集合住宅の団地となっているが、一丁目の北側に一戸建ての住宅地もある。小学校、中学校、短期大学があり、学園都市としての一面もある。
全域が昭和40年代以降に西公園の西側を埋め立てて造られた埋立地であり、海岸部には人工海浜（福浜海岸）が設けられている。
福浜海岸の北方の海上には鵜来島（うぐしま）という小さな無人島があり、福浜海岸と一体的な眺望を形成している。

### 河川
福浜の西側に次の河川の河口が横断している。
- 菰川（上流は明治通り付近で暗渠になり排水路に繋がる。）

### 都市計画
都市計画に関しては、「福岡市都市計画マスタープラン」 において、福浜は、大規模な住宅団地などの中高層住宅や高層住宅で形成される住宅地で、良好な住環境の保全・形成、緑化の推進、大規模団地などの老朽化に対する適切な対応をまちづくりの視点とする「中高層住宅ゾーン」として位置づけられている。また、「西部広域拠点（西新・藤崎・シーサイドももち）」と位置付けられる地区とも近接している。用途地域は、よかトピア通りの道路境界線から概ね50メートルの地域及び黒門福浜線（福浜団地入口交差点から福浜小学校西交差点まで）の両側道路境界線から概ね30メートルの地域が第二種住居地域に、福岡高速道路の両側が第一種住居地域に、これら以外の地域は第一種中高層住居専用地域に指定されている。また、福浜一丁目の一部において、建築協定の区域として「福浜1丁目1区8・9組」 が定められ、住宅地としての環境を高度に維持促進することについて協定が締結されており、通常の用途地域の規制に加えて、さらに建築物の高さ等に関する制限が加えられている。

### 港湾計画
海岸法に基づく海岸保全区域及び港湾隣接地域については、福浜海岸などで指定されており、建設等に関する規制がある。

## 語源
地名の「福浜」は、福岡城古来の名称「福崎」にちなむ。また、「福崎」については、語源は膨らむ（ふくらむ）・崎（さき）。原義は平尾から延びてきた丘陵が赤坂付近でいったん括れ、再び膨らんで博多湾に突き出た地形。

## 歴史

### 埋立整備事業の背景と実施計画
福岡市の人口は、昭和20年代は年間3万人、昭和30年代は年間2万人程度の増加を示し、市街化区域内だけで住宅用地を供給することが困難であるため、海面を埋め立てて需要に応じなければならなくなった。このため、昭和40年代になって、豊浜団地が1968年（昭和43年）2月5日に竣功、城浜団地が1969年（昭和44年）2月13日に竣功と次々に埋め立てられ、次の福浜団地、香椎浜地区の埋立へつながっていった。

### 埋立工事 (昭和40年代)
昭和40年代の福浜地区における公有水面埋立については、博多港開発株式会社が1967年（昭和42年）3月30日に住宅用地の用途で埋立免許を受け、1969年（昭和44年）12月17日に「福浜団地」（310,471.07m2）の埋立工事が竣工した。

### 埋立工事 (昭和60年代)
昭和60年代の福浜地区における公有水面埋立については、博多港開発株式会社が1985年（昭和60年）12月5日に埋立免許を受け、1986年（昭和61年）11月8日にふ頭用地の用途で「福浜第1工区」（15,594.00m2）の、1987年（昭和62年）7月8日に高速道路用地（福岡都市高速道路環状線）、住宅用地及び緑地の用途で「福浜第2工区」（77,249.03m2）の、合計面積で92,843.03m2の埋立工事が竣工した。

### 町域の変遷
| 住居表示実施後           | 実施年月日         | 住居表示実施前（各大字の一部） |
| ------------------------ | ------------------ | ------------------------------ |
| 福浜一丁目及び福浜二丁目 | 1970年（昭和45年） | 埋立地                         |

## 人口
福浜一丁目及び二丁目を合わせた人口の推移を福岡市の住民基本台帳（公称町別） に基づき示す（単位：人）。集計時点は各年9月末現在である。
- 2001年（平成13年）：6,457
- 2002年（平成14年）：6,347
- 2003年（平成15年）：6,278
- 2004年（平成16年）：6,184
- 2005年（平成17年）：6,099
- 2006年（平成18年）：6,005
- 2007年（平成19年）：5,951
- 2008年（平成20年）：5,805
- 2009年（平成21年）：5,676
- 2010年（平成22年）：5,628
- 2011年（平成23年）：5,484
- 2012年（平成24年）：5,447
- 2013年（平成25年）：5,348
- 2014年（平成26年）：5,225
- 2015年（平成27年）：5,155
- 2016年（平成28年）：5,098
- 2017年（平成29年）：5,021
- 2018年（平成30年）：4,939
- 2019年（令和元年）：4,875
- 2020年（令和2年）：4,801
- 2021年（令和3年）：4,642
- 2022年（令和4年）：4,549

## 交通
町内の主な公共交通機関としてはバスがある。

### 道路
福岡市が管理する市道の主要なものは次のとおりである。
- よかトピア通り（町内を通過する部分の正式名称は港福浜線）
- 港福浜線
- 黒門福浜線

また、町内を福岡都市高速道路環状線が通っている（町内に出入口はない）。

### 鉄道
町内に鉄道は通っていない。福岡市地下鉄空港線唐人町駅が最寄駅である。

### バス
バスについては、西日本鉄道が運営するバスが運行しており、次の停留所がある。
- 福浜
- 福浜二丁目
- 伊崎
- 中央市民プール

## 主な施設

### 福浜一丁目

#### 公共・公益施設

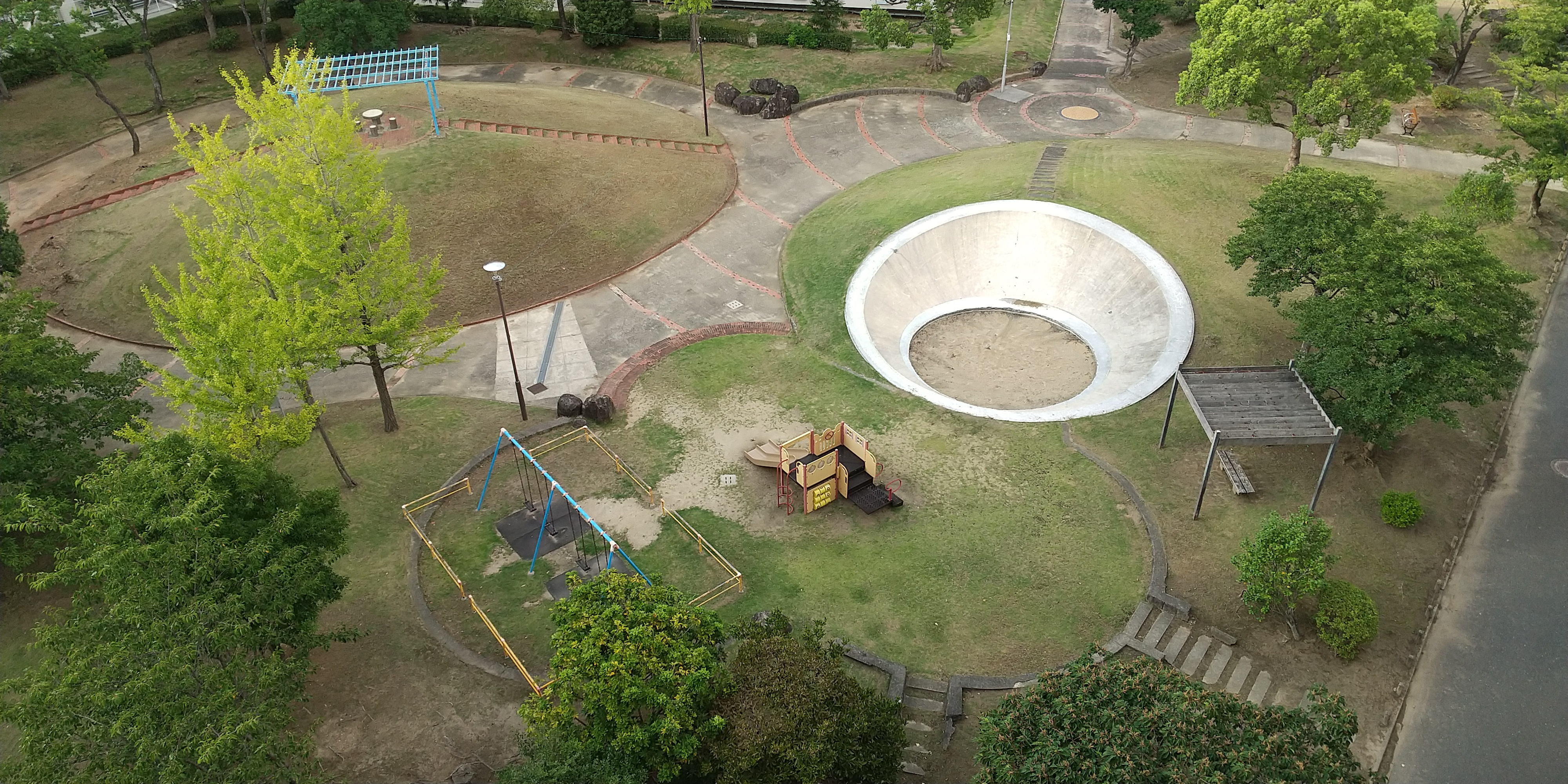
福岡市福浜公民館[注釈 4]
- 伊崎船だまり（漁業基地[注釈 5]、写真）
- 福岡市漁業協同組合伊崎支所
- 港湾緑地（附帯施設：ベンチ、便所北緯33度36分2.18秒 東経130度21分54.99秒 / 北緯33.6006056度 東経130.3652750度、写真）[注釈 6]
- 福浜緑地[注釈 7]
- 福浜北公園[注釈 8]
- 福浜1号緑地[注釈 9]
- 福浜2号緑地[注釈 10]
- 福浜3号緑地[注釈 11]
- 福浜4号緑地[注釈 12]
- 福浜6緑地[注釈 13]
- 福浜7号緑地[注釈 14]
- 福浜14号緑地[注釈 15]
- 福浜15号緑地[注釈 16]
- 福浜海岸[注釈 17]（福浜緑地広場の先にある人工海浜、写真1、写真2、写真3）

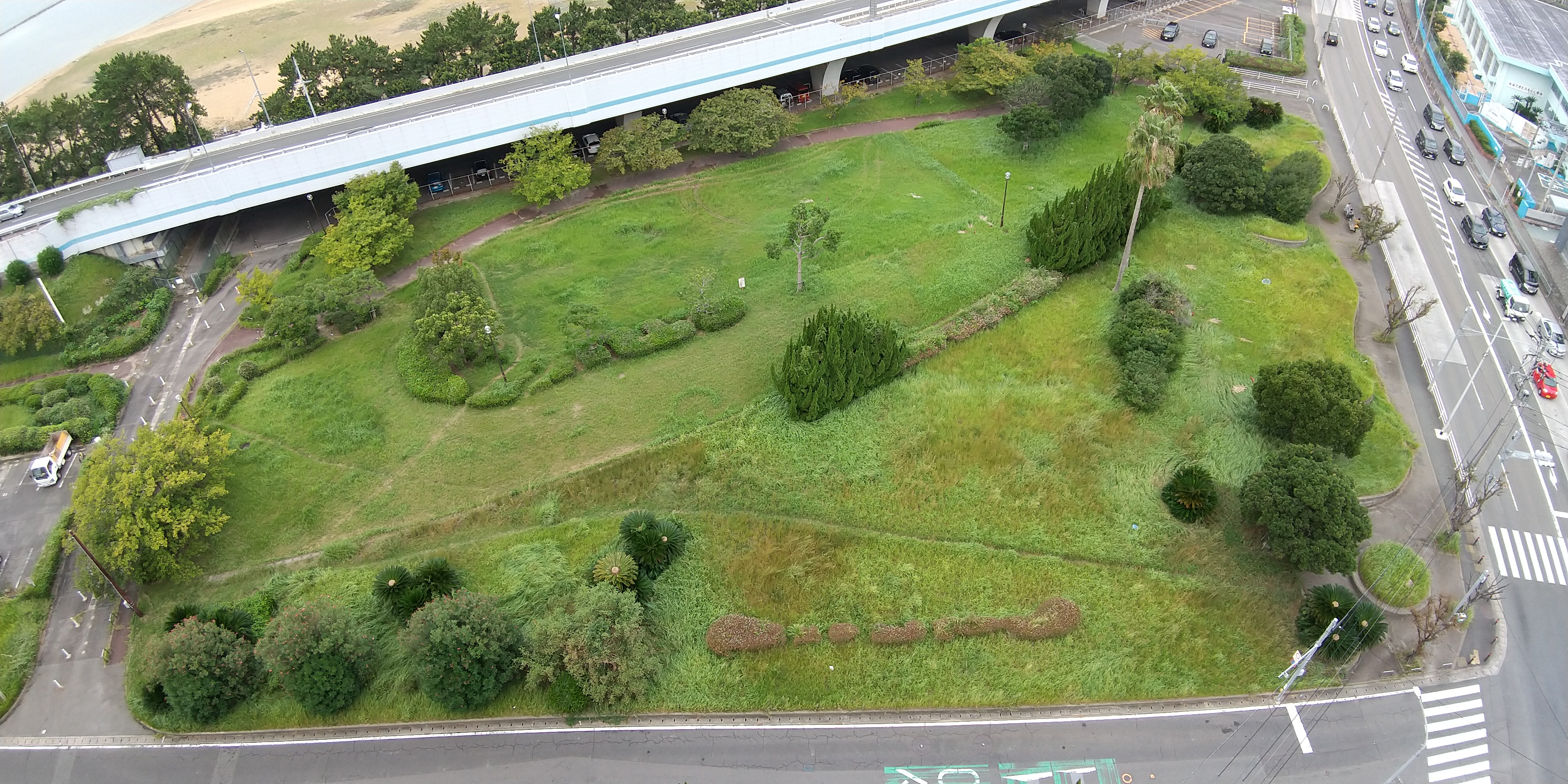
福浜緑地

#### 教育施設等

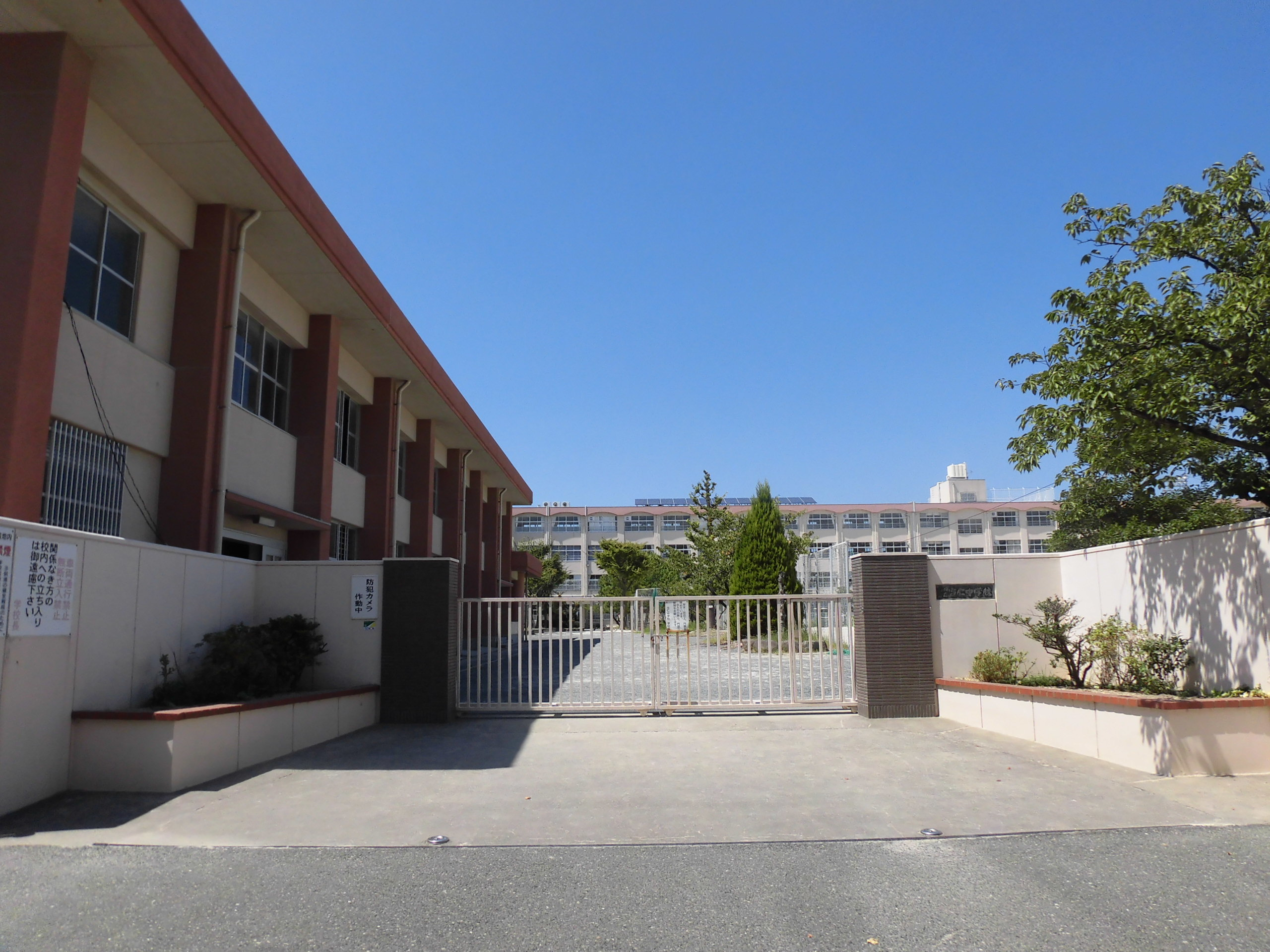
福岡市立福浜小学校
- ふくはま幼稚園
- 福浜保育園
- 西日本短期大学

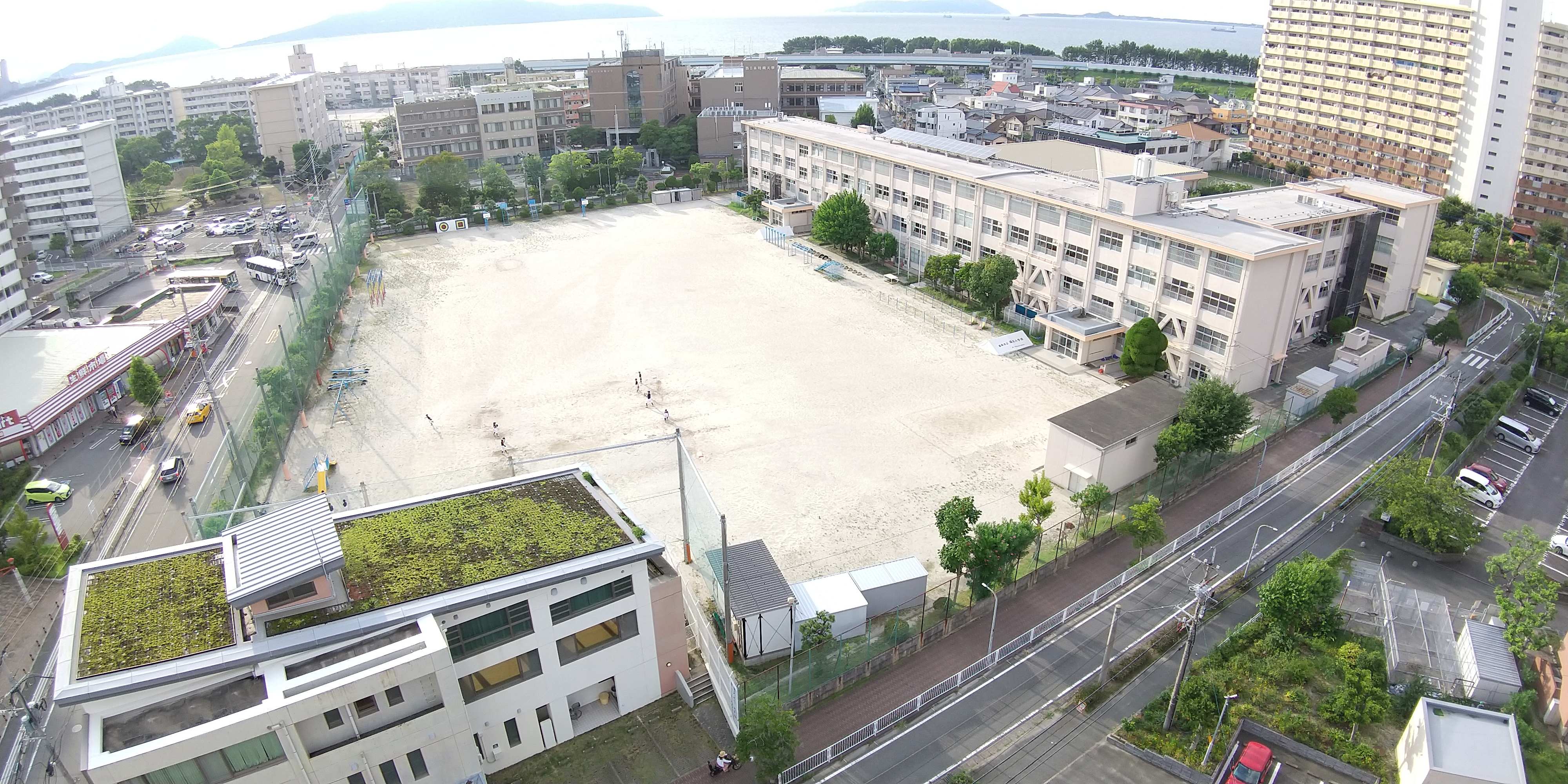
福岡市立福浜小学校（写真左下は福浜公民館）
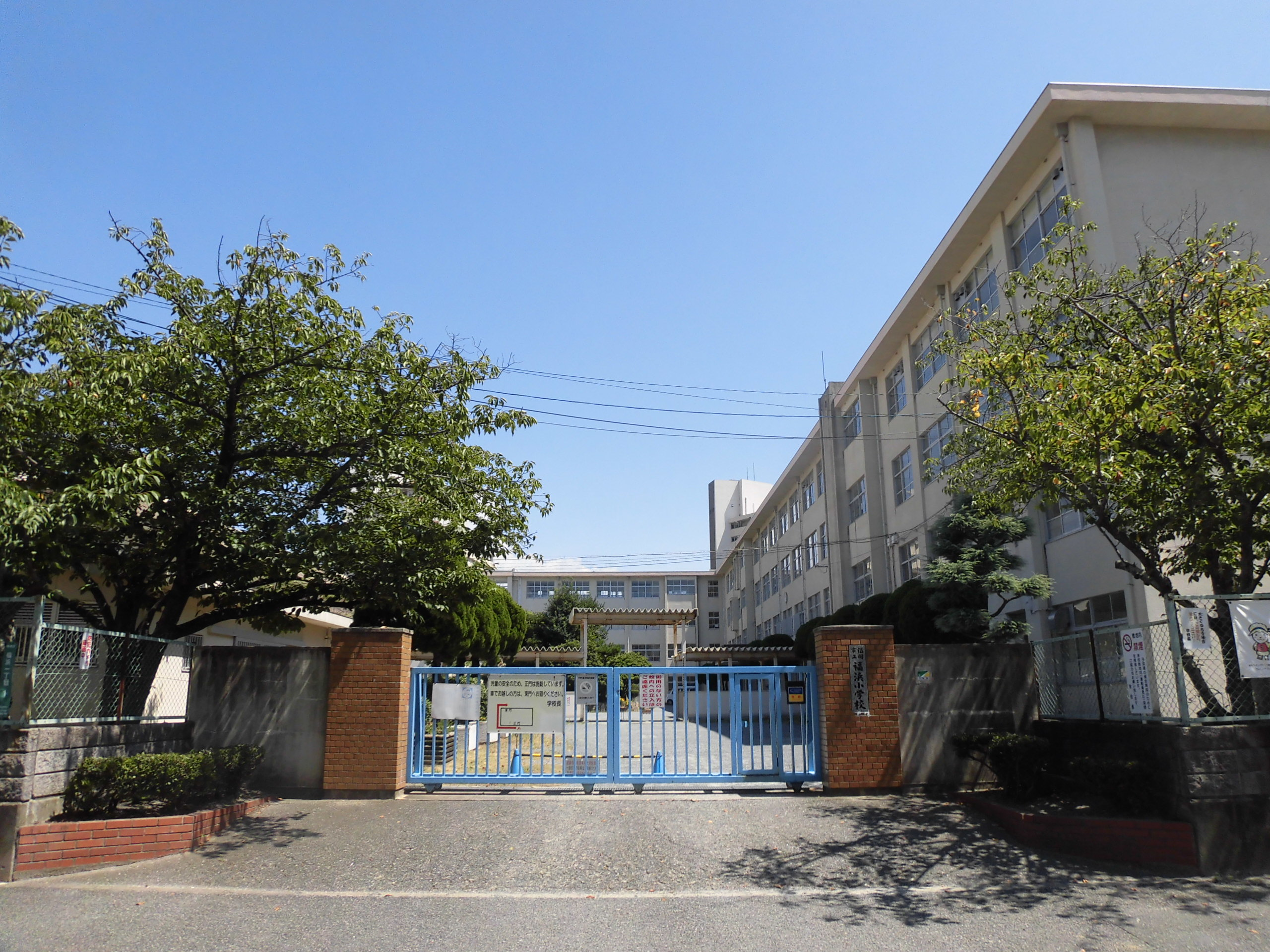
福岡市立福浜小学校
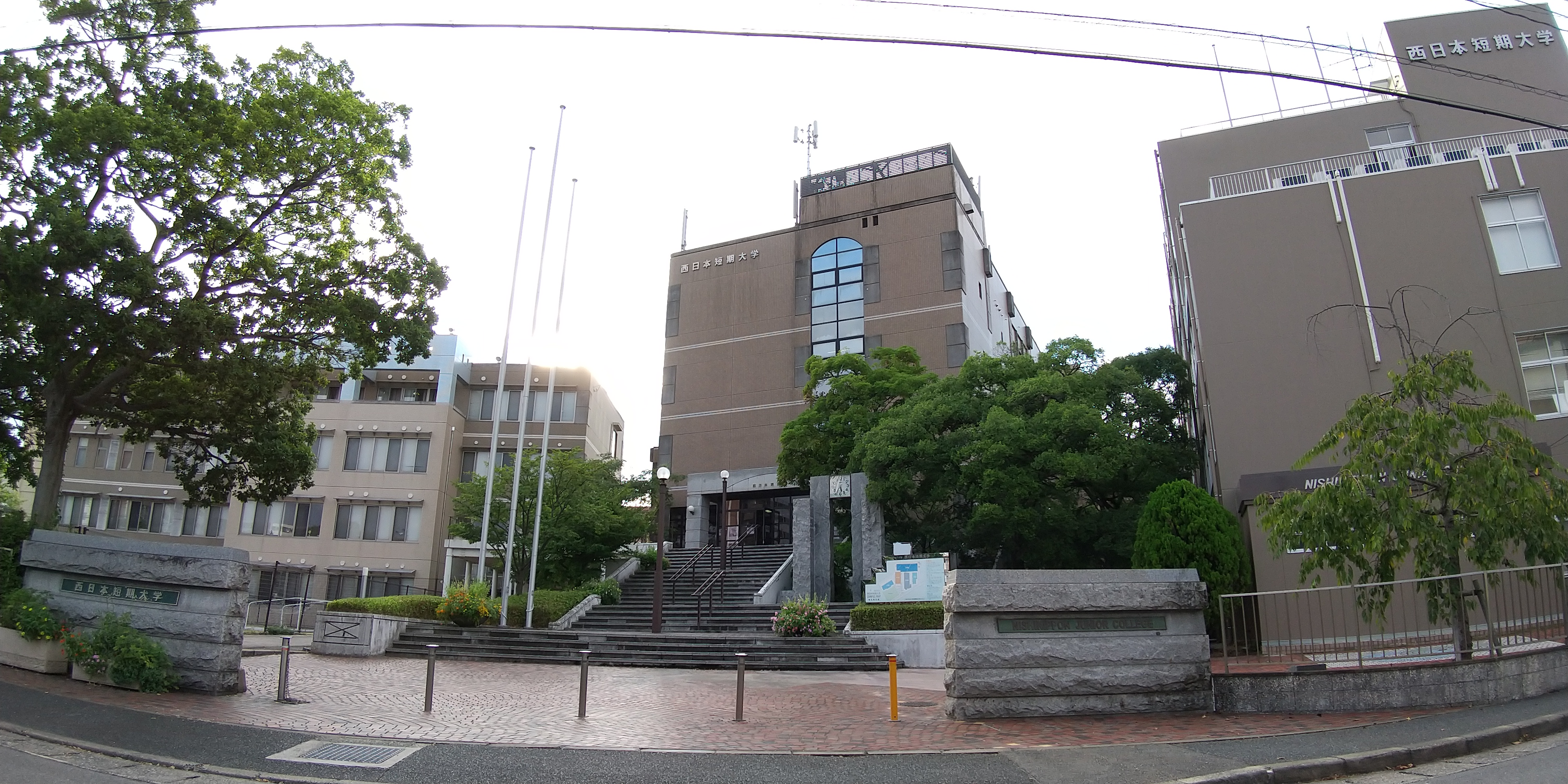
西日本短期大学

#### 住宅
- 福岡市営福浜住宅（福岡市営[注釈 18][20][21]）

| 住棟名     | 面積(m2)  | 竣工年月日             | 階数 |
| ---------- | --------- | ---------------------- | ---- |
| 福浜1号棟  | 1,851.20  | 1971年(昭和46年)3月31  | 5    |
| 福浜2号棟  | 1,851.20  | 1971年(昭和46年)3月31  | 5    |
| 福浜3号棟  | 1,851.20  | 1971年(昭和46年)3月31  | 5    |
| 福浜4号棟  | 5,332.80  | 1971年(昭和46年)9月20  | 8    |
| 福浜5号棟  | 5,250.56  | 1973年(昭和48年)11月27 | 8    |
| 福浜6号棟  | 5,250.56  | 1973年(昭和48年)11月27 | 8    |
| 福浜7号棟  | 6,481.21  | 1972年(昭和47年)11月1  | 8    |
| 福浜8号棟  | 5,387.71  | 1972年(昭和47年)11月1  | 8    |
| 福浜9号棟  | 16,517.20 | 1977年(昭和52年)5月27  | 15   |
| 福浜10号棟 | 14,947.36 | 1978年(昭和53年)2月16  | 15   |
| 福浜11号棟 | 12,776.60 | 1977年(昭和52年)5月18  | 13   |
| 福浜12号棟 | 10,730.24 | 1976年(昭和51年)4月28  | 13   |
| 福浜13号棟 | 11,228.24 | 1976年(昭和51年)4月26  | 13   |
| 福浜14号棟 | 12,014.48 | 1976年(昭和51年)4月26  | 13   |
| 福浜15号棟 | 10,527.60 | 1976年(昭和51年)4月26  | 13   |

### 福浜二丁目

#### 公共・公益施設
- 福浜郵便局
- 西鉄バス福浜バス停（バス折返し場）
- 福浜公園[注釈 19]
- 福浜8号緑地[注釈 20]
- 福浜9号緑地[注釈 21]
- 福浜10号緑地[注釈 22]
- 福浜11号緑地[注釈 23]
- 福浜12号緑地[注釈 24]
- 福浜13号緑地[注釈 25]

- 福浜公園

#### 教育施設等
- 福岡市立当仁中学校

- 福岡市立当仁中学校

#### 住宅
- 西公園下住宅（福浜二丁目、1から10号棟まで）
- 福浜団地（福浜二丁目、AからF棟まで）
- 福浜二丁目団地（福浜二丁目4番、UR）

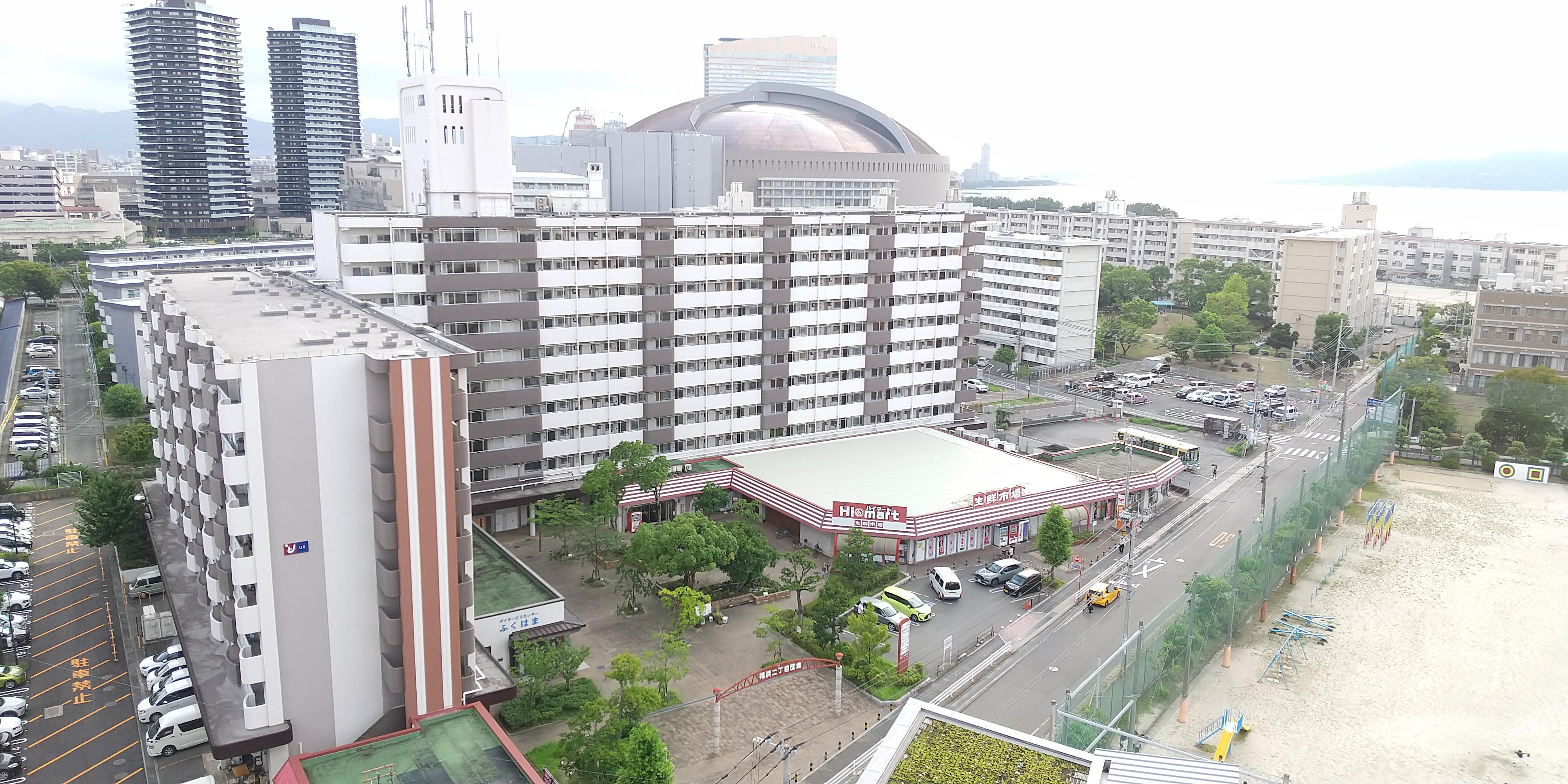
福浜二丁目団地（写真の中央は福浜二丁目商店街）

#### その他
- 福浜二丁目商店街[注釈 26]（建物に含む施設は次の通り。 ハイマート福浜店[注釈 27]、福岡福浜郵便局[注釈 28]、中央警察署福浜連絡所、デイサービスセンターふくはま等。）

### 公立学校の通学区域
町内には次の学校がある。
- 福岡市立福浜小学校
- 福岡市立当仁中学校

町内全域がこれらの小中学校の校区である。

## 名所・旧跡
- 伊崎十日恵比寿神社[注釈 29]

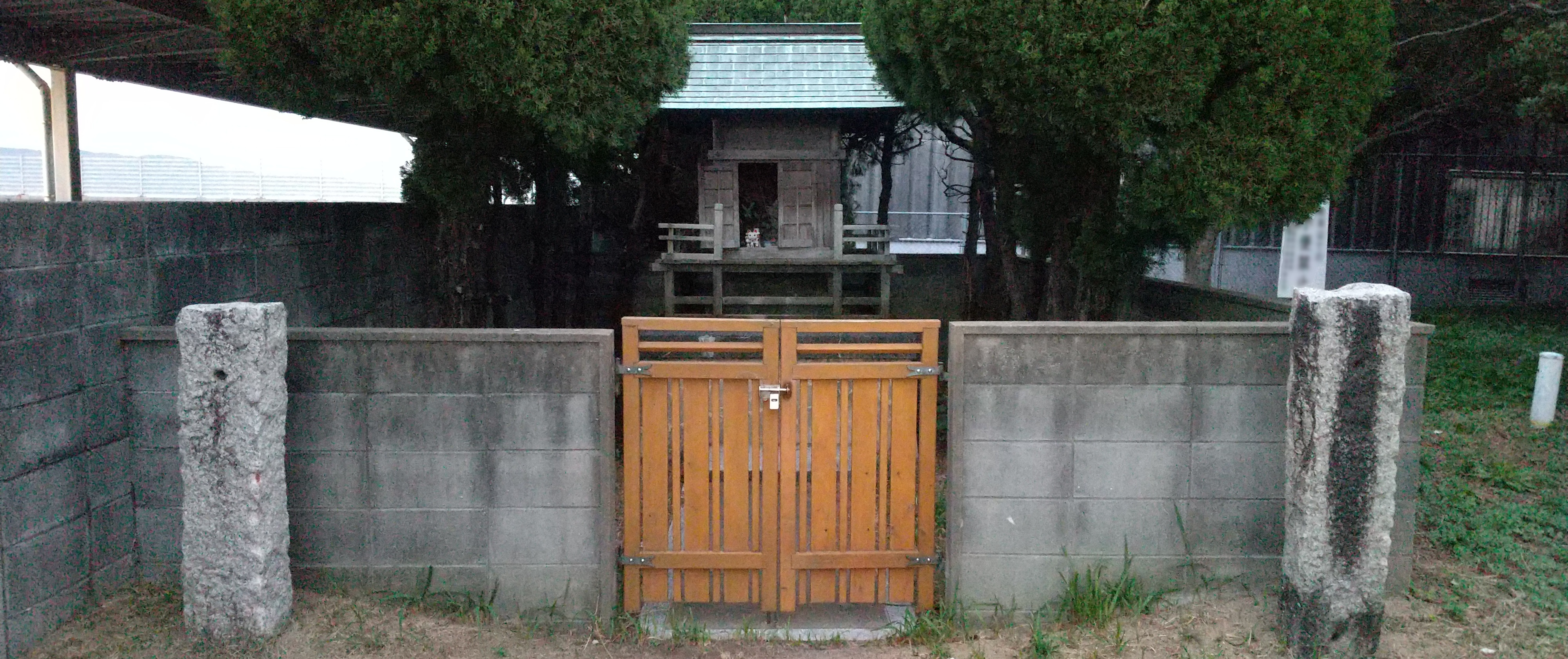
伊崎十日恵比寿神社